# Château de Vougy
Le château de Vougy est un  château du XVIIe siècle, situé sur les communes de Vougy et de Pouilly-sous-Charlieu dans le département de la Loire, en région Auvergne-Rhône-Alpes. Ce château  présente de belles façades classiques dans un parc paysager : allées, pièces d'eau, bosquets. Le château fait l’objet d’un classement au titre des monuments historiques par décision du 24 décembre 1980, puis d’une inscription partielle par arrêté du 21 mars 1997.

## Situation
Au nord de la commune, sur la RD 482 en direction de Pouilly-sous-Charlieu.

## Histoire
Le château est construit au XVIIe siècle (de 1736 à 1748 pour la partie centrale) à partir d’une maison forte, par Jean-Marie Michon de la Farge.
Il a fait l'objet d'une restauration importante à la fin du XIXe siècle par le comte Michon de Vougy, qui lui  a conservé son environnement dans l'esprit du XVIIIe siècle

## Les Michon de la Farge
Jean-Marie Michon de la Farge était écuyer du roi. À la bataille d’Ettinghen (1743), il fut blessé. Il participa également aux batailles de Parme et de Guastalla. Il reçut la Croix de Saint-Louis. Il possédait déjà la seigneurie de la Farge et acheta la terre de Vougy. Son fils Jean-Louis fut maître de camp. Il obtint également la Croix de Saint-Louis. Pour le récompenser, Louis XV le fit seigneur de Vougy et érigea ses terres en comté. La famille Michon de la Farge possède alors les fiefs de Vougy, Aillant, Bonvert, Chamarade, Les Forges, Pouily, Montrenard, Manimont-Foix, Saint-Germain de Vaux. Le fils de Jean-Louis ; Jean-Étienne, est capitaine de cuirassiers, chevalier de Saint-Louis, chevalier de la Légion d’honneur.  En 1816, il siège à la chambre des députés. Ce dernier comte de Vougy fut conseiller général et maire de Vougy durant 50 ans. Il meurt sans descendance directe en 1885. C’est son neveu Jules de Chevelard qui lui succède jusqu’en 1905. La fille de ce dernier, Mme de Courcel, en hérite alors.   
Le château  appartient, en 2017, aux familles Chodron de Courcel et Garnier des Garets.

## Description

### L’extérieur
Le château est une construction de l’époque Louis XV. Il comprend un  corps de bâtiment central avec deux rangées de fenêtres. L’aile gauche du château comprend orangerie, pressoir, écuries, caves et granges. La protection au titre des monuments historiques concernent le portail d'entrée avec sa grille, les fossés, la cour d'honneur, les deux bâtiments des communs à l'ouest et à l'est de la cour, le parc paysager au nord du château, y compris ses allées, pièces d'eau et bosquets et le canal au nord du parc.

### L’intérieur
Les pièces les plus remarquables sont le vestibule (un portrait équestre du roi Henri IV, de l'école française du commencement du XVIIe siècle, et qui proviendrait du château de La Bastie d'Urfé, deux épis de toiture en faïence de Rouen, et un  sarcophage antique en marbre blanc, de 2 mètres 20 de longueur sur 80 centimètres de haut, décoré de strigiles et de deux têtes de lions du plus grand caractère ; la salle à manger, le petit salon, la grande chambre, le salon dit des tapisseries (typique des années 1880), le grand salon, le salon chinois.

## Pour approfondir